# Siglo V
El siglo V d. C. (siglo quinto después de Cristo) o siglo V e. c. (siglo quinto de la era común) comenzó el 1 de enero del año 401 y terminó el 31 de diciembre de 500. También es llamado el «Siglo de los Bárbaros».

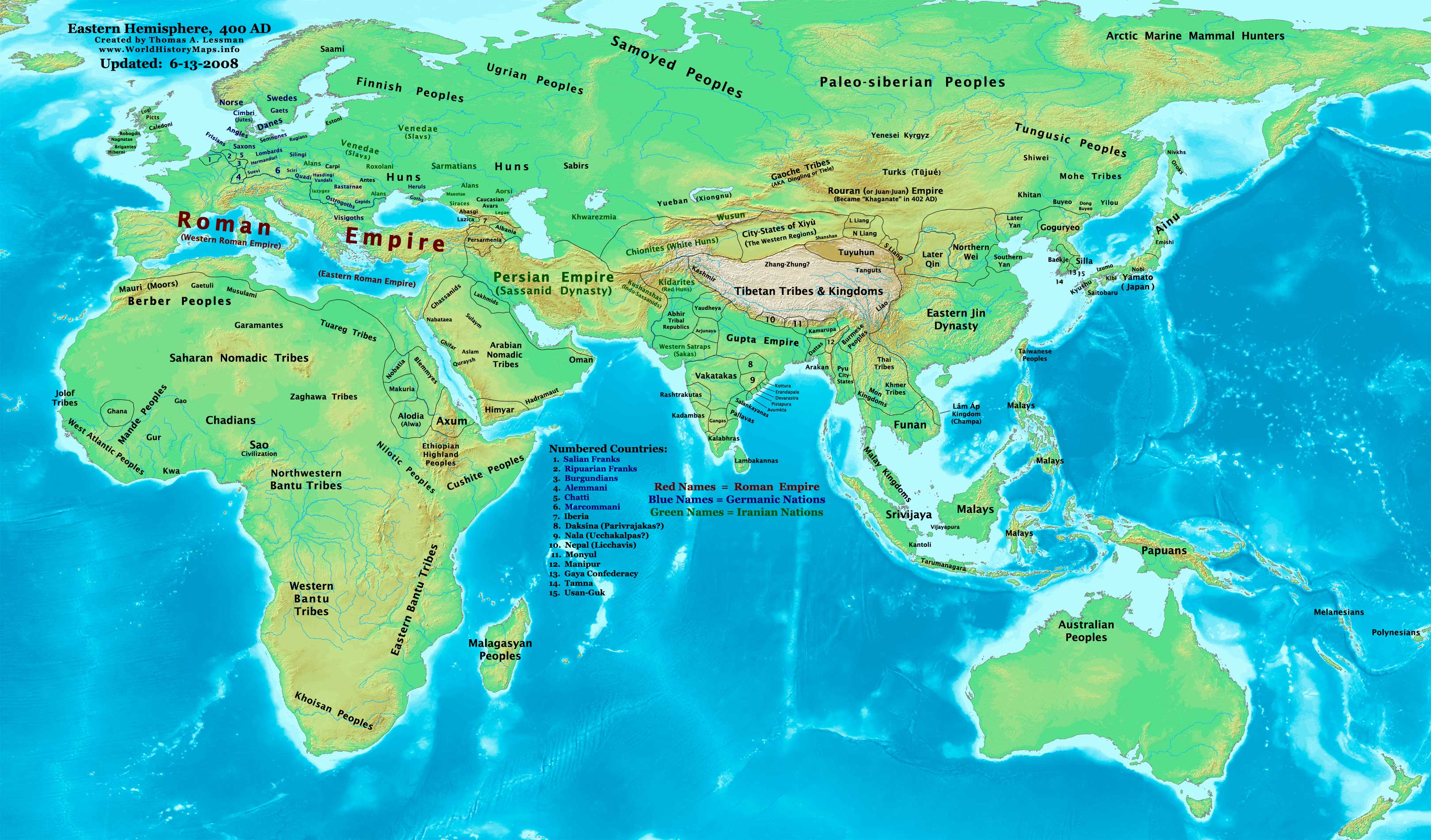
Mapa mundial (excepto América) en torno al año 400

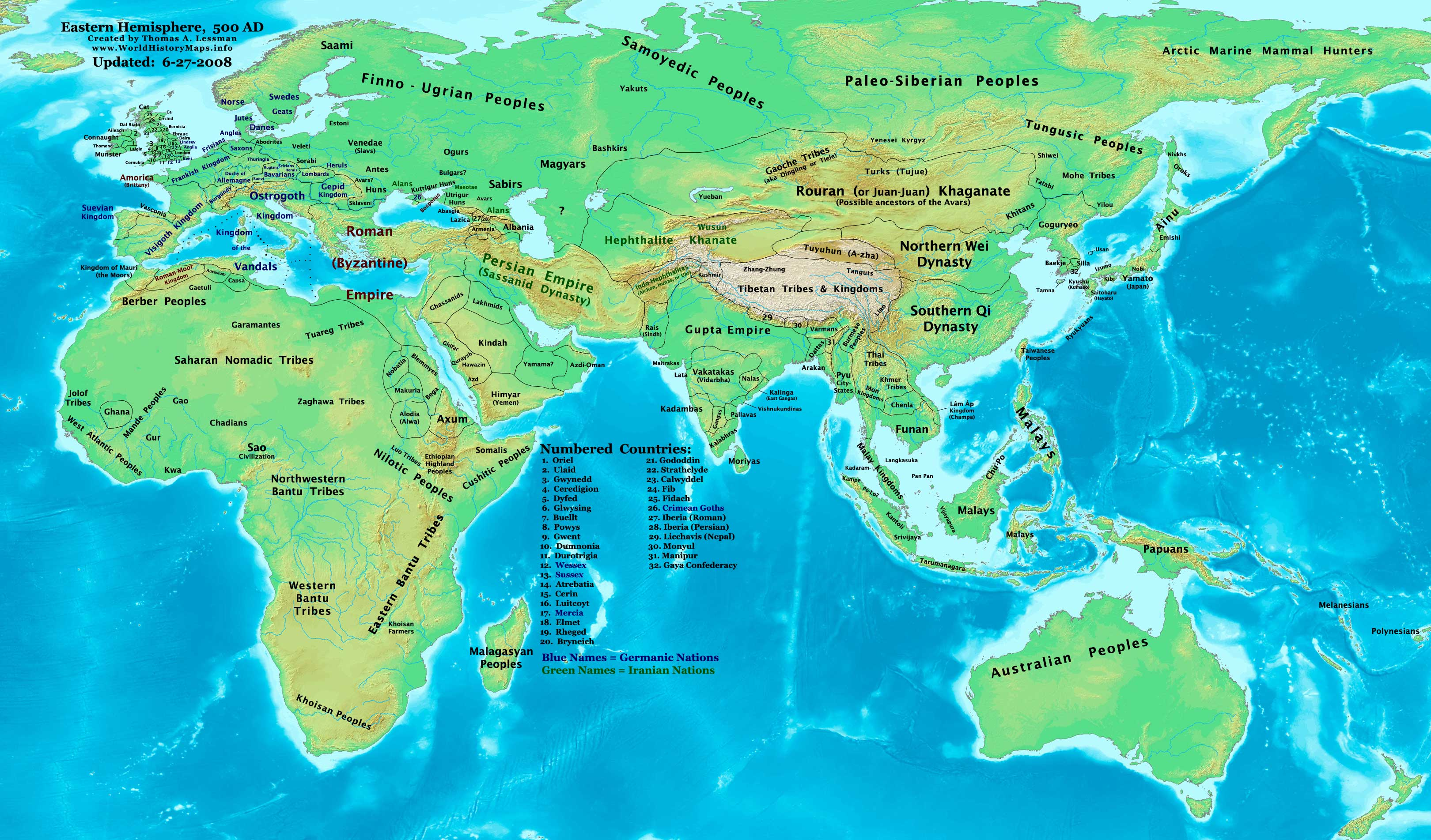
Mapa mundial (excepto América) en torno al año 500

A la muerte del emperador Teodosio I el Grande, sus dos hijos, Honorio y Arcadio, heredan las dos mitades del Imperio romano, que queda oficialmente dividido, mostrándose ambos jóvenes como emperadores incapaces. El imperio occidental comienza a sufrir problemas cuando, en un éxodo masivo, tribus bárbaras cruzan el río Rin y penetran por la Galia e Hispania. El imperio occidental sufre continuos ataques y sublevaciones y, en el año 410, la propia Roma sufre un saqueo a manos de los visigodos, dirigidos por su rey Alarico I. Tras el saqueo, ambos imperios gozan de una estabilidad aparente, pero el imperio occidental sufre otro duro golpe cuando los vándalos toman Cartago, la capital de la provincia romana de África. Por su parte, el imperio oriental tiene que hacer frente a un nuevo enemigo, desconocido para los romanos: los hunos, dirigidos por su caudillo Atila, los cuales atacan el imperio oriental y, posteriormente, el occidental, siendo detenidos en la Batalla de los Campos Cataláunicos por una coalición de romanos y bárbaros, dirigidos por Flavio Aecio y Teodorico I. A la muerte de Atila, los hunos se disgregan, pero Roma habría de sufrir un nuevo saqueo, esta vez a manos de los vándalos del rey Genserico, en el año 455. La agonía final de Roma acabaría en el año 476, cuando el emperador Rómulo Augústulo es depuesto por un jefe bárbaro. Este año marca el comienzo de la Edad Media; el imperio oriental habría de sobrevivir casi 1000 años más. Distintas tribus bárbaras se disgregan por los antiguos territorios del Imperio romano de Occidente.

## Acontecimientos relevantes

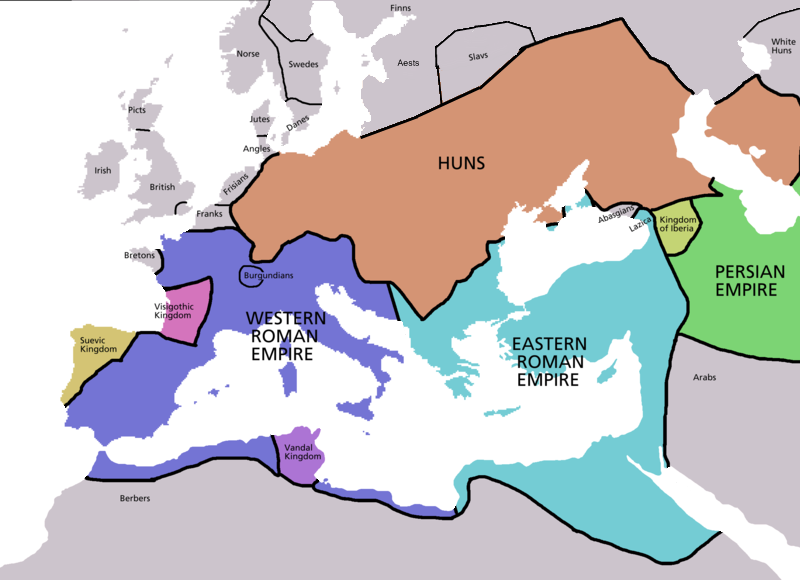
Europa hacia el año 450 (mapa en inglés)

Distintos autores consideran que el suceso que marco este siglo fue la caída de Roma
- En este siglo comienza el proceso de unificación del archipiélago japonés, dividido hasta ahora en pequeños Estados.[1]
- 401 al 403: Los visigodos, comandados por Alarico, realizan varias incursiones sobre Italia, pero Estilicón nuevamente los repele.[1]
- 406: Las tribus germánicas cruzan el río Rin ante la pasividad del imperio romano de Occidente; dichas tribus se disgregan por la Galia e Hispania.
- 407: El autoproclamado emperador Constantino III abandona la provincia de Britania, asentándose en Arlés; abandonándola a merced de los bárbaros.
- 411: Los suevos se asientan en Gallaecia, donde forman un reino que durará más de 100 años.
- 412: El rey alano Ataces conquista Augusta Emérita y la establece como capital de su corte.
- 425: Los vándalos saquean Cartago Nova.
- 426: Los vándalos saquean Sevilla.
- 429: Los vándalos y alanos liderados por Genserico cruzan al norte de África.
- 439: Los vándalos toman Cartago y se apoderan de África, provincia del imperio romano de Occidente.
- 440: Los anglos, jutos y sajones se asientan en la Britania posromana.
- 451: Un ejército formado por romanos y sus aliados bárbaros, dirigido por Flavio Aecio y Teodorico I derrota al ejército de Atila, compuesto por hunos y sus aliados bárbaros, en la batalla de los Campos Cataláunicos.
- 453: Muere Atila. Su hijo Elak hereda su imperio, que no tardará en quedar dividido.
- 454: Se produce la batalla de Nedao, donde un ejército combinado de gépidos y ostrogodos derrota al ejército huno del hijo de Atila, Elak.
- 461: Una pequeña flota vándala destruye totalmente la flota romana en la batalla de Cartagena.
- 472: Muere Ricimero, gobernante de facto del imperio occidental y apodado el «Hacedor de Emperadores».
- 476: El último emperador del Imperio romano de Occidente, Rómulo Augústulo, es depuesto por Odoacro, rey de los hérulos, alzándose como rey de Italia; desapareciendo oficialmente el imperio occidental.
- 480: Es asesinado Julio Nepote, último emperador oficial del imperio romano de Occidente.
- 490: Se produce la batalla del Monte Badon, donde un ejército britano y romano dirigido supuestamente por el rey Arturo rechaza una incursión de sajones y anglos.
- 493: Teodorico el Grande, rey de los ostrogodos, asesina a Odoacro y es proclamado rey de Italia.
- 496: El rey franco Clodoveo I vence a los alamanes en la batalla de Tolbiac.

## Desastres
- 410: Los visigodos de Alarico I saquean Roma ante la pasividad del emperador Honorio.
- 430: La caldera del lago de Ilopango entra en erupción y arrasa ciudades mayas en el actual El Salvador.
- 455: Los vándalos de Genserico saquean Roma por segunda vez en menos de 50 años.

### Cultura y ciencia
- 415/416: Es asesinada la filósofa y científica Hipatia a manos de una turba de cristianos.
- 440: Los últimos registros históricos que mencionan la Biblioteca de Alejandría.
- 455: Se funda la ciudad de Chichén Itzá, en el actual México.
- 461/493: Muere Patricio de Irlanda, conocido por cristianizar Irlanda.
- Nacen las primeras escuelas monásticas.

## Personas relevantes

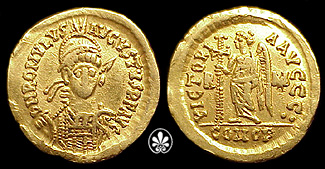
Rómulo Augústulo, último emperador romano.

- San Agustín de Hipona (354-430): teólogo romano.
- Alarico I (370-410): rey de los visigodos, conocido por saquear Roma.
- Atila (395-453): rey de los hunos, conocido con el apodo de «El azote de Dios».
- Bodhidharma: fundador del budismo Zen.
- Clodoveo I (466-511): rey de los francos.
- Constantino III: militar romano, autoproclamado emperador del imperio romano de Occidente.
- Filostorgio (368-439): historiador bizantino.
- Flavio Aecio (396-454): último de los grandes generales romanos.
- Gala Placidia (388/392-450): emperatriz consorte de Roma y reina consorte de los visigodos.
- Genserico (389-477): rey de los vándalos, conocido por tomar el norte de África y saquear Roma.
- Hipatia (355/370-415/416): filósofa y científica de Alejandría.
- Jerónimo de Estridón (340-420): traductor de la Biblia.
- León I el Magno (390-461): santo y papa de Roma.
- Nestorio (386-451): patriarca de Constantinopla y fundador del nestorianismo.
- Odoacro (435-493): rey de los hérulos, depuso al último emperador romano.
- Patricio de Irlanda: predicador, introdujo el cristianismo en Irlanda.
- Pelagio: monje y reformista britano.
- Ricimero (405-472): gobernante de facto del imperio romano de Occidente.
- Rómulo Augústulo (461/462-476): último emperador del Imperio romano de Occidente.
- Teodorico el Grande (454-526): rey de los ostrogodos, fundador del reino ostrogodo.
- Zu Chongzhi (429-500): astrónomo y matemático chino.